# Lago de Gruère
O Lago Gruère É um lago localizado no cantão de Jura na Suíça. Esta lagoa situa-se no Distrito de Freiberger, precisamente no território do município de Saignelégier. A área em torno da lagoa é um pântano formado 12 mil anos atrás. O lago em si foi criado no século XVI para alimentar um moinho, em paralelo, a turfa foi utilizada para o aquecimento até 1943, ano da drenagem dos pântanos.
Em 5 de fevereiro de 1980, o governo do cantão de Jura, com a proteção do estado, transformando-o em uma reserva natural. No ano de 1980, um plano de recuperação foi desenvolvido para preencher as galerias utilizadas para extracção de turfa.
Em 1996, um plano de gestão representa o primeiro resultado de um consenso entre diferentes atores e parceiros em mais de 100 hectares de reserva natural distribuídos por quatro cidades - Saignelégier, Tramelan, Montfaucon - é estabelecido de modo a preservar esta área natural visitada por 100 000 a 150 000 pessoas a cada ano.
Sendo este espaço dedicado para andar, nadar, fazer piqueniques, patinação no gelo no Inverno e pesca, sendo possível pescar Lúcios, perca, carpa, tenca, introduzidas pelo homem.